# Potângeni, Iași
Potângeni este un sat în comuna Movileni din județul Iași, Moldova, România. Se află la 30 de km de Iași și la 2 km de centrul comunal Movileni.
- Căi de acces: Sos. Iași-Gropnița și calea ferată Iasi-Dorohoi.
- Populația actuală a localității Potângeni este de 977 de locuitori din care 99% români, iar restul de 1% de etnie romă.
- Structura religioasă: sat predominant creștin ortodox.
- Populația activă lucrează în agricultură, în industrie și în construcții, în Iași si in localitatile invecinate, astfel rata nvetismului fiind ridicată.

## Turism
Potângeni se află într-o zonă deluroasă, favorizând crearea de lacuri antropice și naturale, locuri unde se practică pescuitul sportiv.